# Open di Zurigo 1999 - Doppio
Il doppio del torneo di tennis Open di Zurigo 1999, facente parte del WTA Tour 1999, ha avuto come vincitrici Lisa Raymond e Rennae Stubbs che hanno battuto in finale Nathalie Tauziat e Nataša Zvereva con il punteggio di 6–2, 6–2.

## Teste di serie
1. Nathalie Tauziat /  Nataša Zvereva (finale)
2. Elena Lichovceva /  Ai Sugiyama (quarti di finale)

1. Lisa Raymond /  Rennae Stubbs (campionesse)
2. Irina Spîrlea /  Caroline Vis (quarti di finale)

## Tabellone

### Legenda
| - Q = Qualificato - WC = Wild card - LL = Lucky loser | - ALT = Alternate - SE = Special Exempt - PR = Protected Ranking | - w/o = Walkover - r = Ritirato - d = Squalificato |